# Moc (tarot)
Moc – karta tarota należąca do Arkanów Wielkich, zazwyczaj oznaczana numerem 11 (XI). W tradycji Hermetycznego Zakonu Złotego Brzasku, za sprawą A. E. Waite'a, oznaczona numerem 8 (VIII) – zamieniona miejscami z kartą Sprawiedliwość.
Inne nazwy: Siła, Hart, Córka Ognistego Miecza.

## Wygląd
Karta Mocy przedstawia młodą osobę (mężczyznę lub kobietę) ujarzmiającą lwa. Czasem przedstawiana jest postać gładząca dzikie zwierzę po głowie. W wersji uproszczonej na karcie widoczny jest Herkules lub Herakles walczący z lwem (w przypadku Heraklesa będzie to lew nemejski).
Czasem przedstawia Herkulesa zabijającego (ujarzmiającego) lwa (tarot Viscontich-Sforzów).

## Znaczenie
Karta ta kojarzy się z siłą i witalnością, a także z aktywnością fizyczną. W poszczególnych położeniach ma jednak przeciwny sens – "prosta" oznacza pracowitość i dbałość o stan fizyczny, zaś "odwrócona" brutalną walkę, a nawet sadyzm.

## Galeria

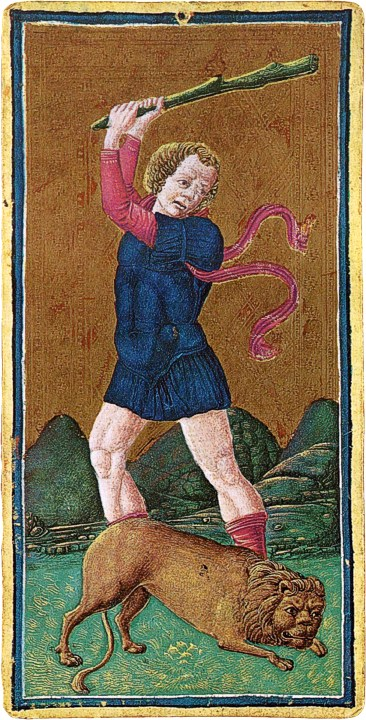
Siła z talii tarota Viscontich-Sforzów ze zbiorów Pierpont Morgan-Bergamo (XV wiek) – reprodukcja. Herkules  poskramiający lwa.
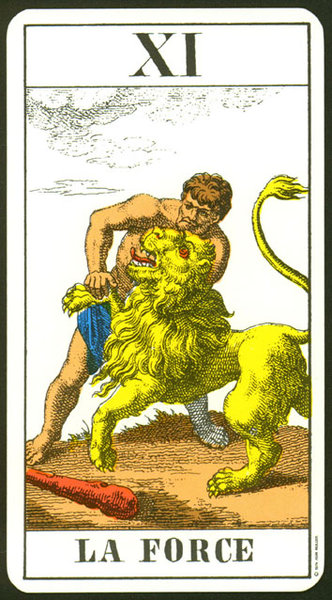
Siła z talii tarota 1JJ (tarot szwajcarski)
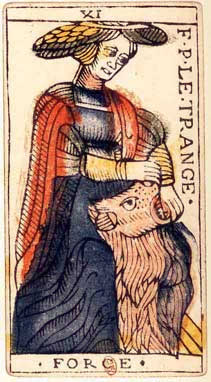
Siła z talii tarota marsylskiego Jeana Dodala (XVIII wiek)
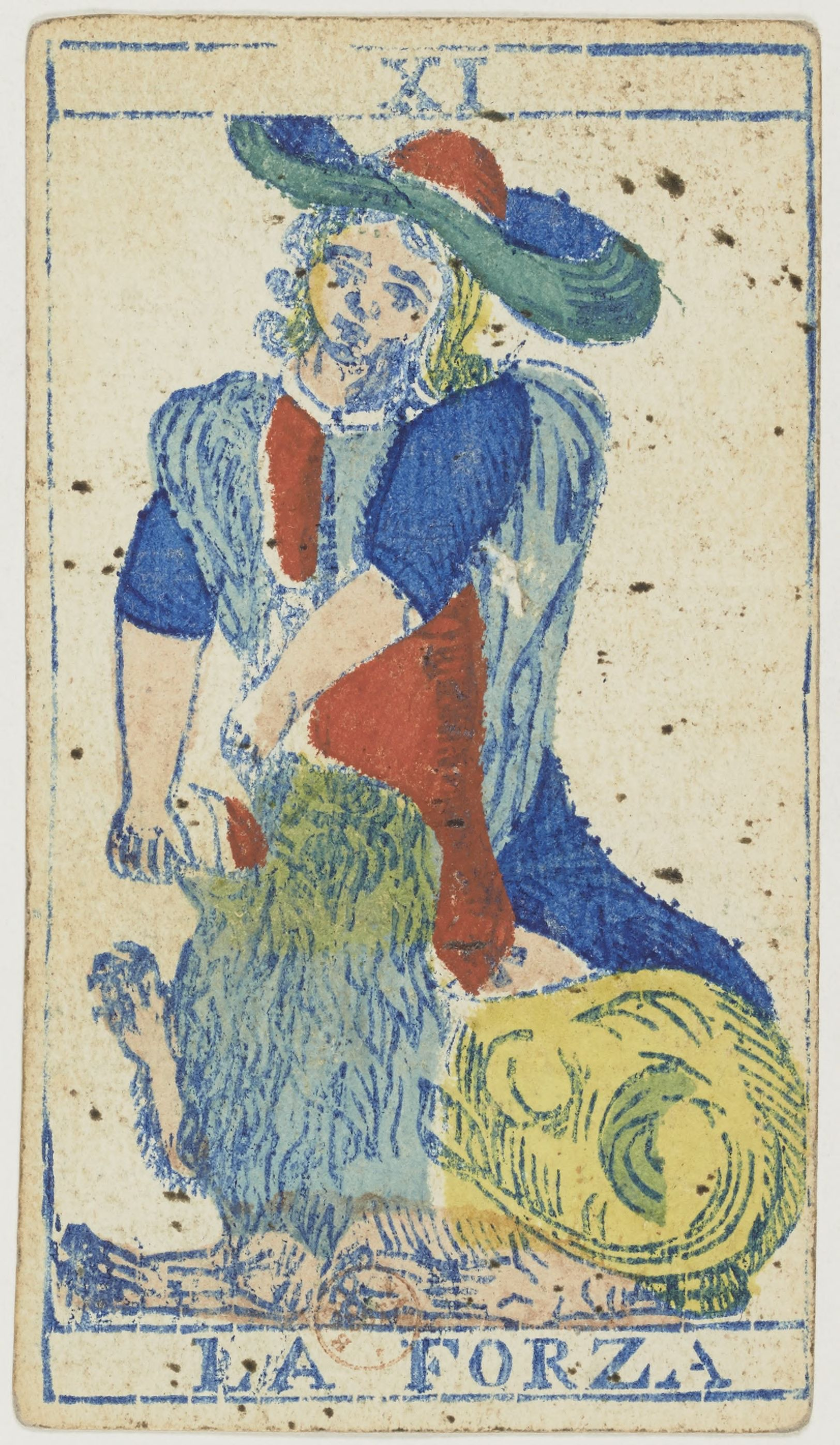
Siła talii Tarocco Piemontese (1865)
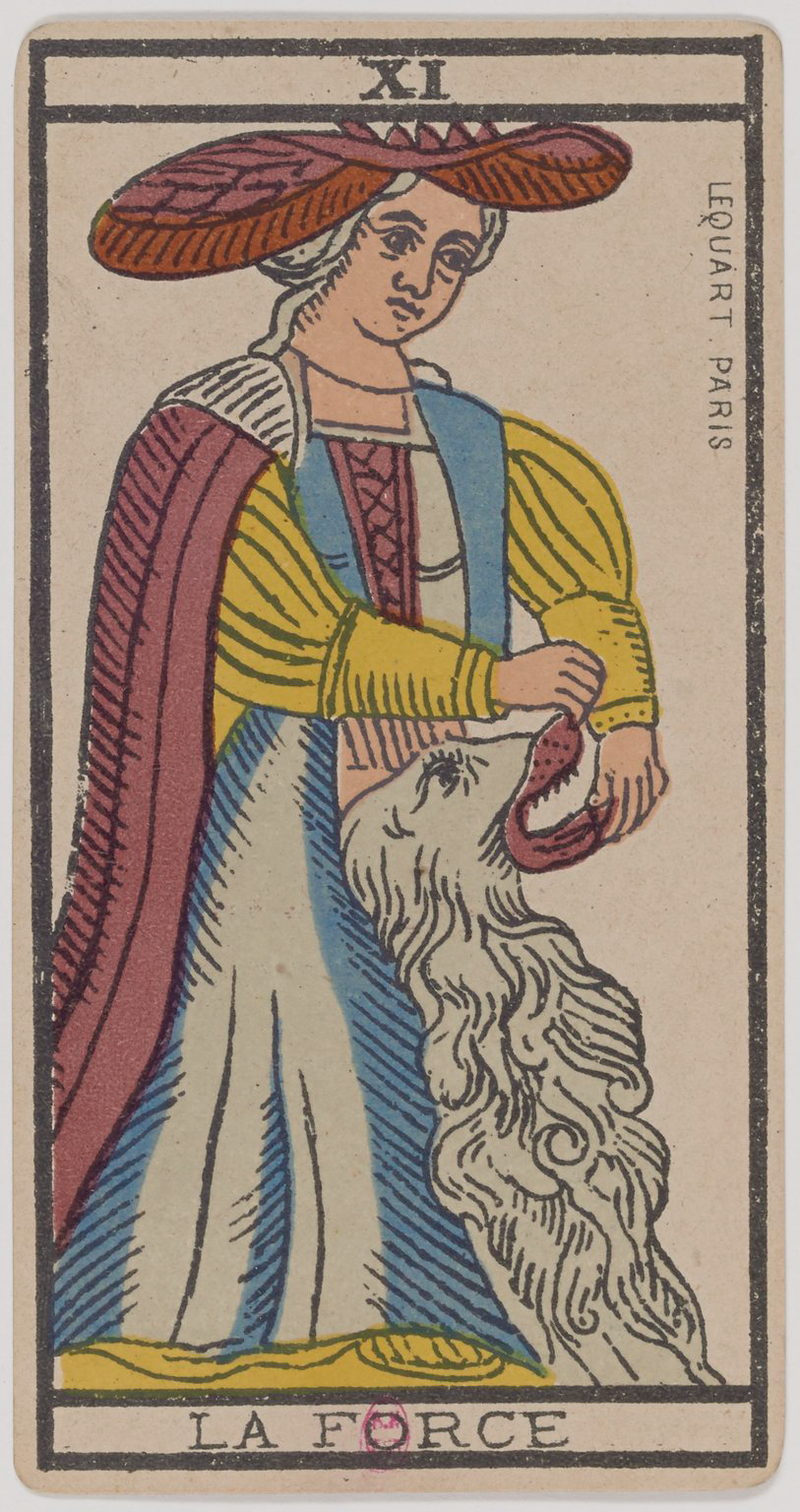
Siła z talii tarota marsylskiego.
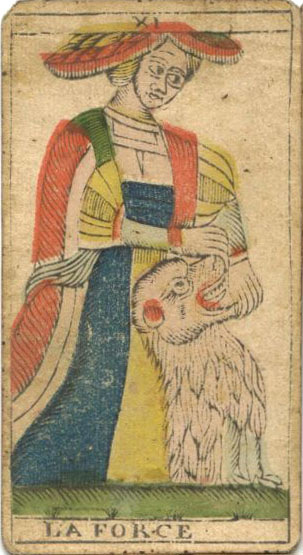
Siła z talii de Besançon (XIX wiek)
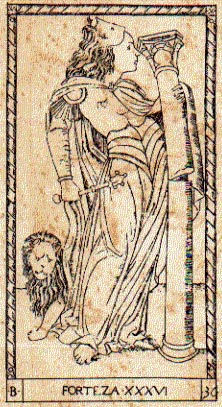
Hart (ducha) z talii tarota Mantegny.
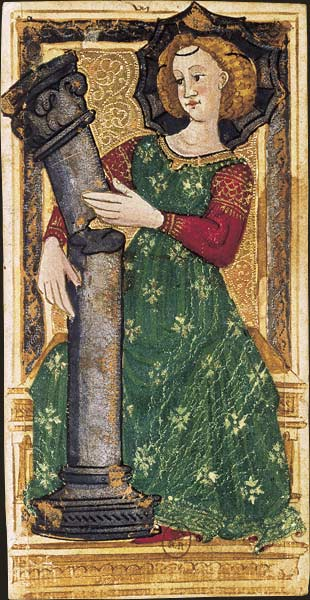
Moc z talii Karola VI (XV wiek).
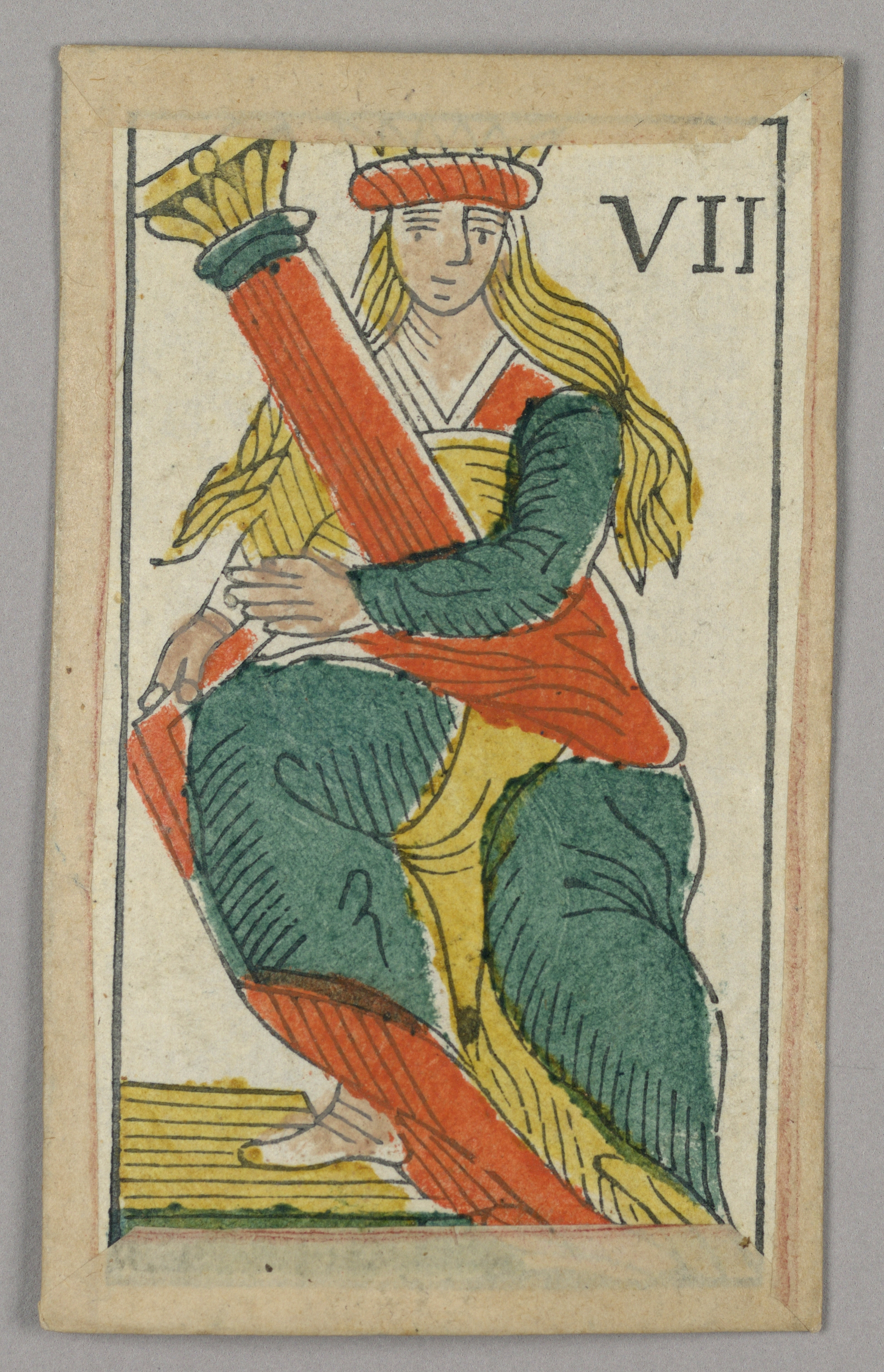
Siła z wczesnej talii Minchiate
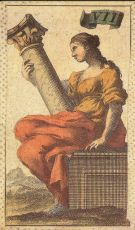
Siła z talii Minchiate Etruria
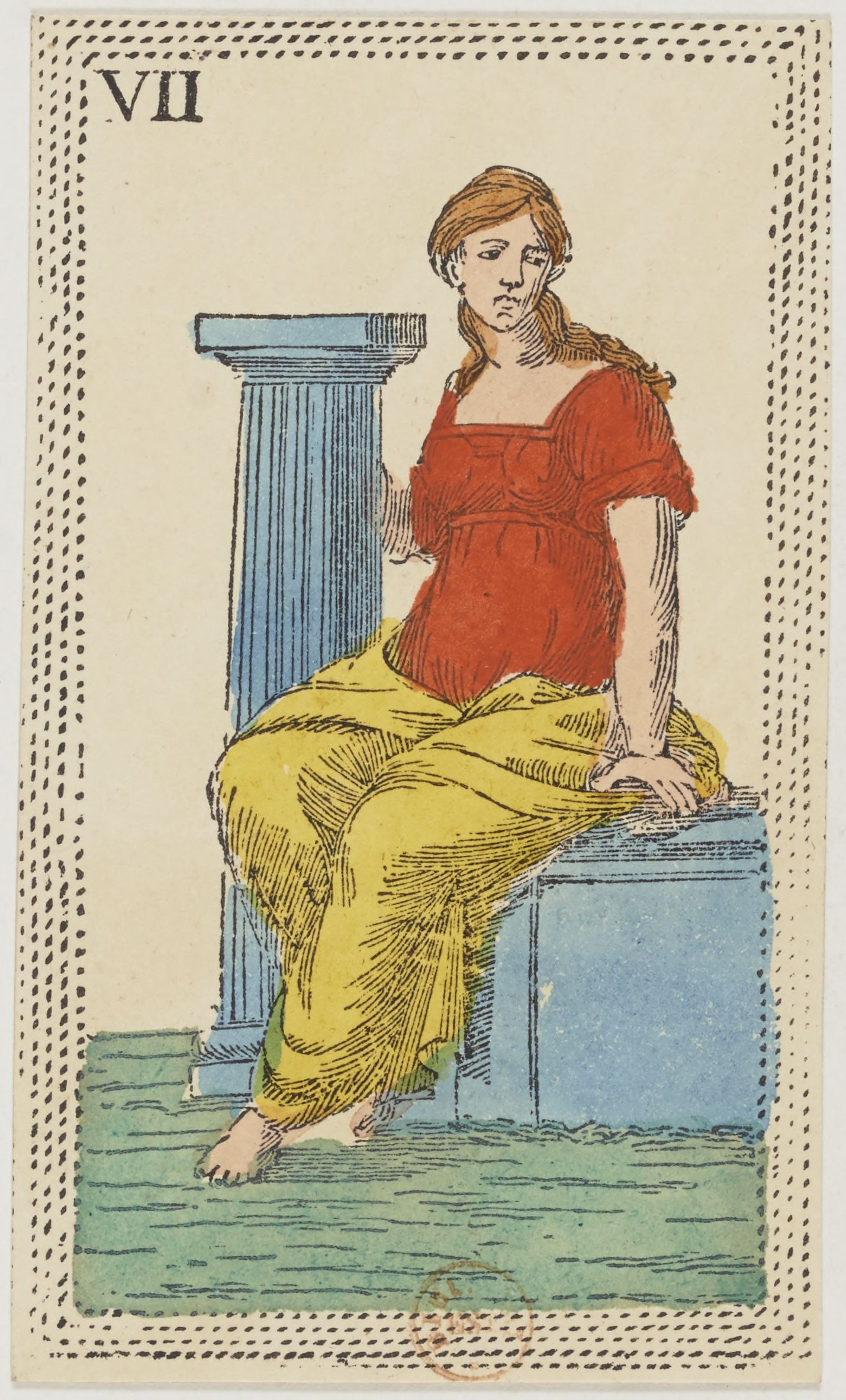
Siła z talii Minchiate di Florence